# Komenda Miejska Policji w Wałbrzychu
Komenda Miejska Policji w Wałbrzychu jest jednostką organizacyjną Policji podległą Komendzie Wojewódzkiej Policji we Wrocławiu, obejmującą swoim zasięgiem obszar Wałbrzycha i powiatu wałbrzyskiego. Obecnie pracą jednostki kieruje podinsp. Krzysztof Lewandowski.

## Struktura Organizacyjna
W skład komendy wchodzą następujące komórki organizacyjne:

### Służba Kryminalna
- Wydział Kryminalny
- Wydział Dochodzeniowo-Śledczy
- Wydział do walki z Przestępczością Gospodarczą

### Służba Prewencyjna
- Wydział Prewencji
- Wydział Ruchu Drogowego

### Służba Wspomagająca działalność Policji w zakresie organizacyjnym, logistycznym i technicznym
- Wydział Kadr i Szkolenia i Prezydialny
- Wydział Wspomagający
- Zespół Kontroli
- Zespół Komunikacji Społecznej
- Zespół do spraw Ochrony Informacji Niejawnych
- Jednoosobowe Stanowisko do spraw Bezpieczeństwa i Higieny Pracy

## Jednostki podległe
- Komisariat Policji I w Wałbrzychu
- Komisariat Policji II w Wałbrzychu
- Komisariat Policji w Boguszowie-Gorcach
  - Posterunek Policji w Mieroszowie
- Komisariat Policji w Głuszycy